# Heteromys nelsoni
Espèce
Statut de conservation UICN

 EN B1ab(i,ii,iii,v) : En danger
Heteromys nelsoni est une espèce de Rongeurs de la famille des Heteromyidae qui regroupe les souris kangourou d'Amérique. Ce petit mammifère fait partie des Souris épineuses à poches, c'est-à-dire à larges abajoues. Il est présent au Guatemala et au Mexique, mais l'espèce est en danger. 
Cette espèce a été décrite pour la première fois en 1902 par un zoologiste américain, Clinton Hart Merriam (1855-1942).